# Ваповські
Ваповські — шляхетський рід гербу Нечуя.

## Представники
- Пйотр — придворний короля Владислава ІІІ
  - Пйотр — декан Опатовський, краківський канонік РКЦ
  - Бернард — хроніст, географ і картограф
  - Ян

- Пйотр — стольник сяноцький, дідич Динова, дружина — Беата Тенчинська
  - Єнджей — підкоморій сяноцький
  - Станіслав — підкоморій сяноцький, дружина — Магдалена Йордан (донька краківського каштеляна Спитека Вавжинця Йордана), овдовіла, у костелі Динова «виставила» йому надгробок

- Анджей — підкоморій та каштелян перемиський, кинувся розборонювати Самуеля Зборовського та Яна Тенчинського, в сутичці був поранений та незабаром помер

- Цецилія, чоловік — Ян Собеський (†1713) — чесник коронний,[1][2]